# 在アルジェリア日本人
在アルジェリア日本人（ざいアルジェリアにほんじん）では、アルジェリアで生活する日本人について記述する。
アルジェリア在住の日本人社会は、海外駐在員とその家族が中心の小規模なものである。最盛期の1978年には3,234人の在アルジェリア日本人が存在したが、1990年代の内戦勃発以後その数は急速に減少し、1994年には44人となった。2008年では816名。2009年10月現在、954人である 。

## 概要
日本は、アルジェリアのエネルギー資源、大規模な国際市場化と経済開発面での貢献に関心を持っている。アルジェリアは日本企業にとって大きなプラント市場になっており、経済関係はプラント建設とエネルギー分野が中心である。
アルジェリア独立から2年後の1964年に伊藤忠商事は首都アルジェに事務所を開設、1965年にクーデターで大統領になったフワーリー・ブーメディエンは伊藤忠と日揮に天然ガス、石油などのエネルギー事業を発注し、両企業は1969年にそれまでの日本輸出史上最高額の6900万ドルでアルズー製油所建設プロジェクトを落札した。
日本は2009年から2014年のアルジェリア五カ年計画に対して、インフラ整備をはじめとする2860億ドルの投資を行っている。アルジェリアに住む日本人の多くが、このような日本企業の駐在員でさまざまなプロジェクトに関係している。
ごく最近、日本企業が契約の条件を満たすことができなかったとの理由で、アルジェリアは道路建設プロジェクトのうち、1000億円（12億ドル）の支払いを留保している 。

## 脚註
1. 1 2  外務省: アルジェリア民主人民共和国 二国間関係
2. 1 2  Ministry of Foreign affairs of Japan
3. ↑  私市(2009:257-258)
4. ↑  伊藤忠アルジェ事務所(2009:263-269)
5. ↑  Japan wants to help Algeria's development: minister
6. ↑  Japanese Technology at Work in Africa Archived 2012年8月2日, at Archive.is
7. ↑  Algeria Withholds Payment to Japanese Contractors, Asahi Newspaper Says